# Grillskär (Lemland, Åland)
Grillskär är en halvö i Åland (Finland). Den ligger i den södra delen av landskapet, 19 km sydost om huvudstaden Mariehamn. Grillskär ligger på ön Fasta Åland.